# Goldschulter-Fruchttaube
Die Goldschulter-Fruchttaube oder Weißkehl-Fruchttaube, (Ptilinopus wallacii) ist eine Art der Taubenvögel, die zu den sogenannten Fruchttauben zählt. Sie weist das für Flaumfußtauben typische kontrastreiche Gefieder auf und kommt auf einigen indonesischen Inseln sowie vereinzelt im Südwesten von Neuguinea vor.
Die Bestandssituation der Goldschulter-Fruchttaube wurde 2016 in der Roten Liste gefährdeter Arten der IUCN als „Least Concern (LC)“ = „nicht gefährdet“ eingestuft.

## Erscheinungsbild
Die Goldschulter-Fruchttaube erreicht eine Körperlänge von 26 Zentimeter. Sie ist damit eine mittelgroße Taube mit einem vergleichsweise langen Schwanz, die etwas kleiner ist als eine Lachtaube. Auf den Schwanz entfallen zwischen 6,5 und 7,2 Zentimeter. Der Schnabel ist zwischen 1,6 und 1,9 Zentimeter lang. Ein Geschlechtsdimorphismus ist nur geringfügig ausgeprägt. Die Brust des Weibchens ist etwas grünlicher, der orangefarbene Bauchfleck ist etwas weniger ausgeprägt. 
Die Wachshaut ist teilweise befiedert. Der Vorderkopf und der Scheitel sind rot-violett. Der Hals ist blaugrau, der Mantel ist dunkelgrau. Die kleinen Flügeldecken sind rostbraun bis orange, die mittleren Flügeldecken sind gelblich grün. Die großen Flügeldecken sind kräftig grün mit einem metallischen Schimmer und gelben Säumen an den Außenfahnen. Die Armschwingen sind grün, die Handschwingen sind schwärzlich mit blaugrün schimmernden Spitzen und Außenfahnen. Der Rücken ist olivfarben. Die Oberschwanzdecken sind dunkelgrün mit einem grauen Endband. 
Das Kinn, die Kehle und die Ohrdecken sind weiß. Der Hals und die Brust sind hell aschgrau. Am unteren der Brust verläuft ein weißes Band, dass die Brust von dem leuchtend orangen Bauchfleck trennt. Der Bürzel ist gelb, die Flanken und Schenkel sind dunkel olivfarben. Die Unterschwanzdecken sind blass gelb mit dunkelgrünen Flecken auf den Innenfahnen. Die Iris ist hellrot mit einem grünen oder goldenen innerem Ring. Der schmale Orbitalring ist bläulich. Der Schnabel ist gelb mit grünlich gelb mit einer helleren Schnabelspitze. Die Füße sind dunkelrot bis rosa. 

## Verwechselungsmöglichkeiten

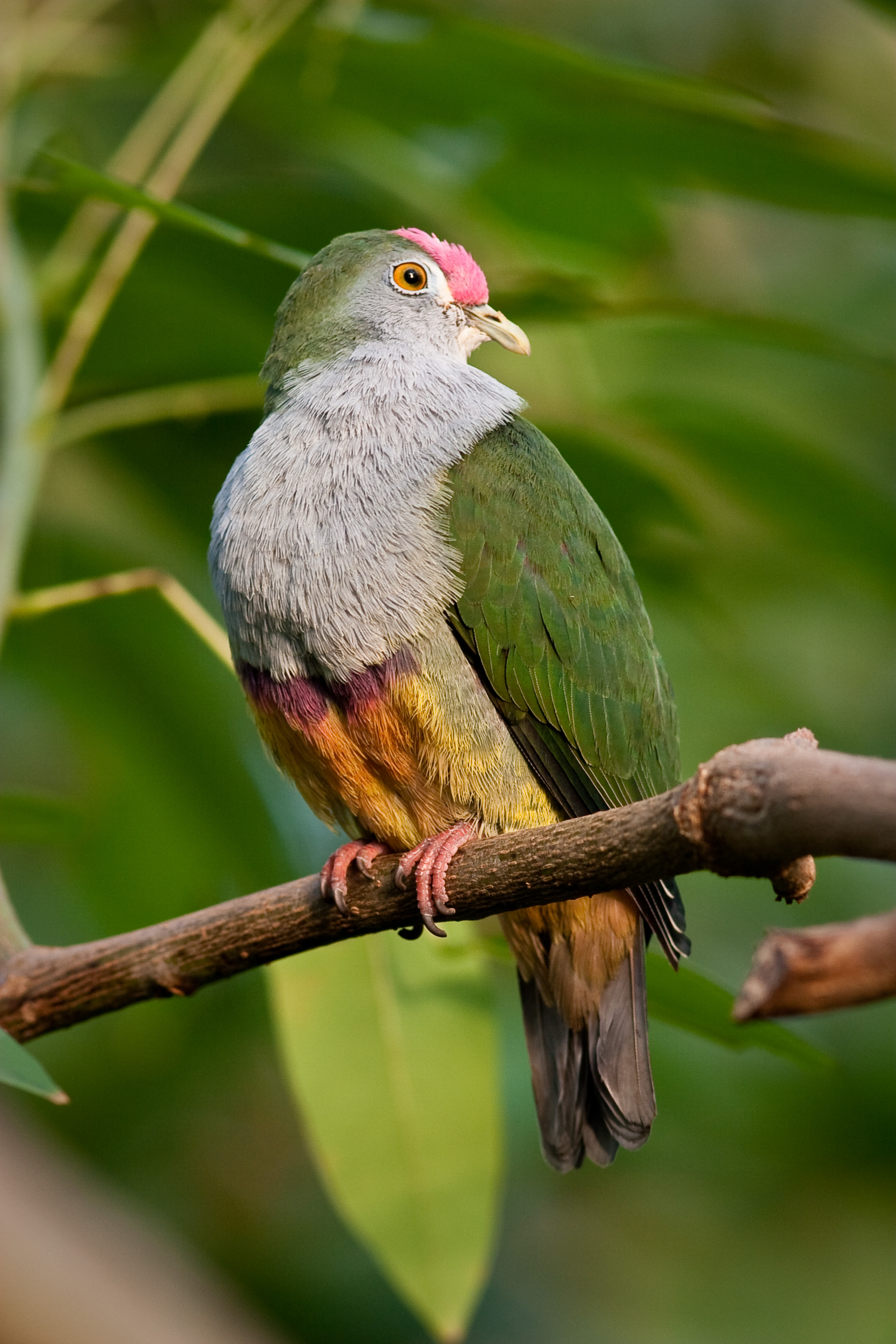
Die Rotkappen-Fruchttaube ist eine der Arten, mit der die Goldschulter-Fruchttaube verwechselt werden kann.

Es gibt im Verbreitungsgebiet der Goldschulter-Fruchttaube zwei weitere Flaumfußtaubenarten, mit der sie verwechselt werden kann.
Die Rotkappen-Fruchttaube ist deutlich kleiner und hat einen kürzeren Schwanz sowie einen kompakteren Körperbau. Die rote Kappe reicht kaum über das Auge hinaus. Die graue Brust und der orange Bauch werden durch ein violettes Band voneinander abgegrenzt. Die Unterschwanzdecken sind gelblich orange. Die Körperoberseite ist dunkelgrün. 
Die Rosakappen-Fruchttaube ist ebenfalls kleiner und kompakter als die Goldschulter-Fruchttaube gebaut. Der Scheitel ist rosa, die Kappe reicht ebenfalls nicht über die Augen hinaus. Die graue Brust ist von dem orangefarbenen Bauch von einem mauvefarbenen Fleck abgesetzt. Die Unterschwanzdecken sind bräunlich orange, die Körperoberseite ist grün. Der Schwanz weist ein gelbes Endband auf. 
. 

## Verbreitungsgebiet und Lebensraum
Das Verbreitungsgebiet der Goldschulter-Fruchttaube umfasst den äußersten Südwesten von Neuguinea sowie einige indonesische Inseln. Zu ihrem indonesischen Verbreitungsgebiet gehören mit Banda, Kur, Mangur, Taam, Komeer, Bacar, Kei Dullah (Tual) und Kei Kecil die südlich gelegenen Inseln der Molukken. Sie ist außerdem auf Babar und Tanimbar der Kleinen Sundainseln vertreten und kommt auf Aru vor. Auf Neuguinea ist sie möglicherweise kein Brutvogel. Es ist möglich, dass Goldschulter-Fruchttauben von der Insel Aru aus gelegentlich diese Insel aufsuchen.
Der Lebensraum der Goldschulter-Fruchttaube sind lichte Wälder der Tiefebenen. Dazu gehören Monsunwald, Galeriewald, bewaldete Küstenstreifen und Mangroven.

## Lebensweise
Die Goldschulter-Fruchttaube bildet häufiger als andere Flaumfußtauben Trupps von fünf bis 26 Individuen. Sie frisst Beeren und kleine Früchte, die sie direkt von den Ästen pickt. Der Flug ist schnell und direkt. Sie kann häufiger dabei beobachtet werden, wie sie offenes Gelände überfliegt. Über die Brutbiologie dieser Art ist bislang nichts bekannt.